# قمعية صغيرة الأزهار
القِمَعية الصغيرة الأزهار (باللاتينية: Digitalis parviflora) نوع نباتي يتبع جنس القِمَعية من الفصيلة الحملية.